# Campionati mondiali di sci nordico 2013

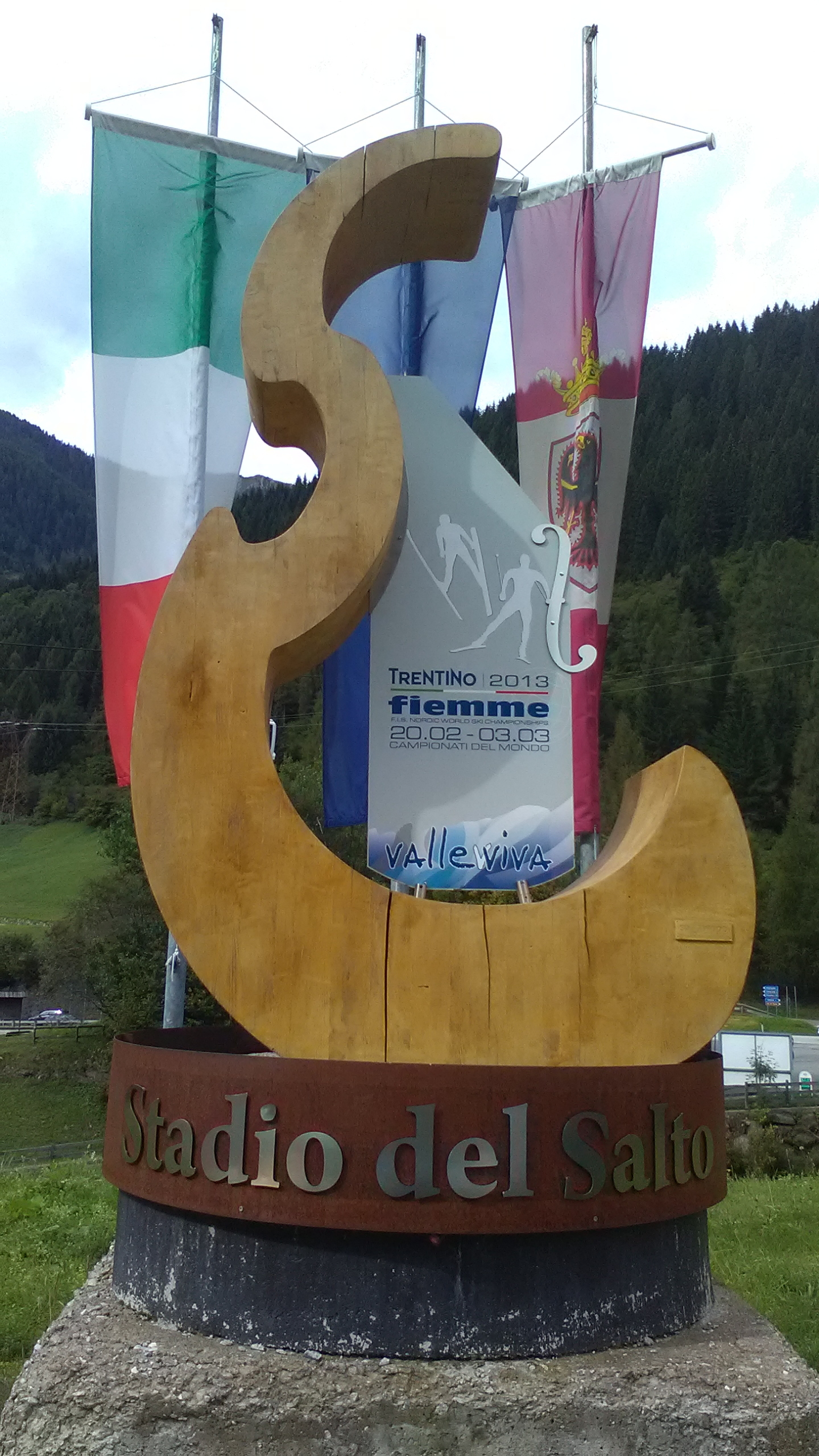
Scultura commemorativa dei Campionati del mondo di sci nordico Val di Fiemme 2013 a Predazzo. L'opera ricorda la forma di un violino realizzato con il legno della Val di Fiemme.

I Campionati mondiali di sci nordico 2013, quarantanovesima edizione della manifestazione, si sono svolti dal 20 febbraio al 3 marzo in Val di Fiemme, in Italia.
Rispetto all'edizione precedente è stata introdotta una variazione nel programma del salto con gli sci, con l'introduzione di una gara a squadre mista, dal trampolino normale, in luogo di quella maschile, e una in quello della combinata nordica, con la sostituzione della gara a squadre di quattro elementi dal trampolino lungo con una sprint a squadre di due elementi, sempre dal trampolino lungo.

## Selezione della città ospitante
Il 29 maggio 2008 a Città del Capo si è tenuto il congresso FIS per l'elezione della sede dei Campionati mondiali di sci nordico 2013. La Val di Fiemme è stata scelta tra altre quattro località: Lahti (Finlandia), Falun (Svezia), Oberstdorf (Germania) e Zakopane (Polonia).
| Sede candidata | Primo voto | Secondo voto | Voto finale |
| -------------- | ---------- | ------------ | ----------- |
| Val di Fiemme  | 6          | 7            | 8           |
| Falun          | 4          | 5            | 5           |
| Zakopane       | 3          | 3            | 2           |
| Lahti          | 2          | 1            | -           |
| Oberstdorf     | 1          | -            | -           |

Quelli del 2013 sono stati i terzi Campionati del Mondo ospitati dalla Val di Fiemme, dopo le edizioni del 1991 e del 2003.

## Impianti
Le gare di sci di fondo si sono disputate presso lo stadio del fondo a Lago di Tesero, mentre le gare di salto con gli sci allo stadio del salto di Predazzo.

### Stadio del fondo

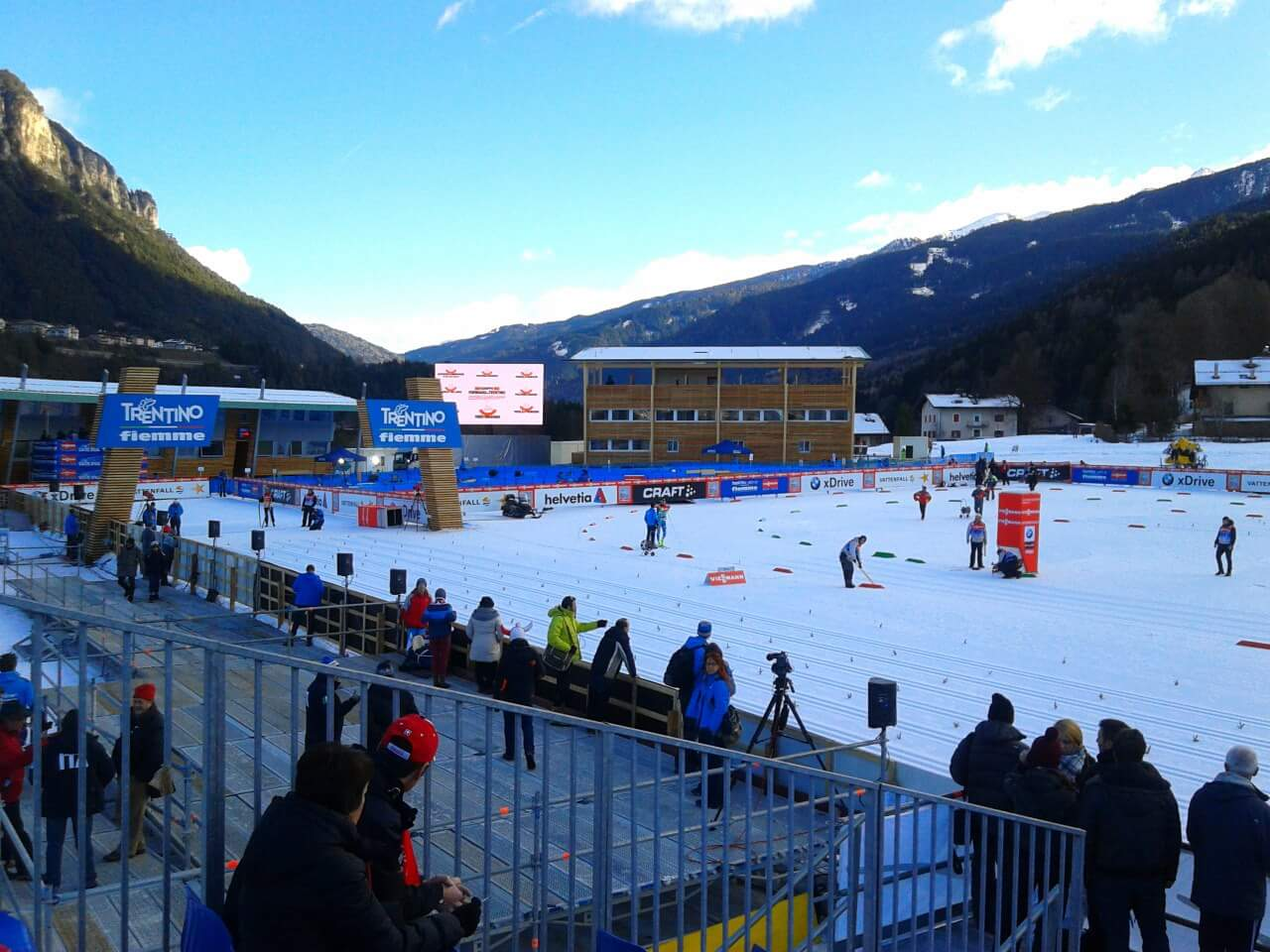
Stadio del fondo di Lago di Tesero

Lo Stadio del Fondo della Val di Fiemme si trova a Lago di Tesero, dove da più di cinquant'anni si preparano le piste per le gare di sci di fondo. Il periodo di apertura dello stadio va da dicembre a metà marzo e, grazie all'impianto di illuminazione, è possibile sciare anche la sera. In previsione dei Campionati del Mondo del 2013 sono stati effettuati numerosi interventi, tra i quali la costruzione della nuova palazzina che ospita le cabine commento e un magazzino di 2000 m², l'ampliamento dell'edificio riservato alla sala stampa.
Le piste di riserva si trovano a quota 1850 m presso il Centro del fondo di Passo di Lavazè.

### Stadio del salto

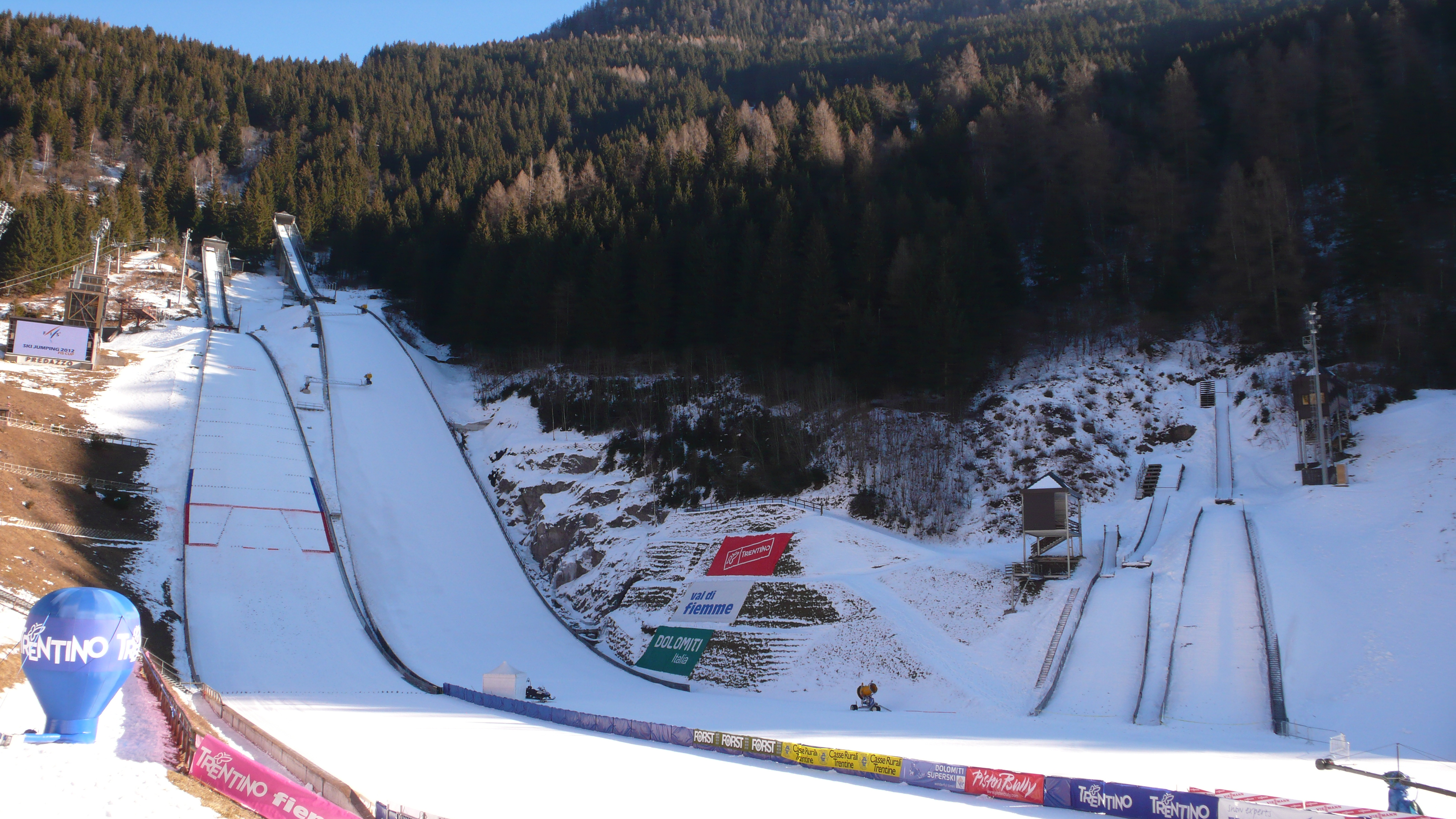
Stadio del salto Giuseppe Dal Ben

Lo stadio del salto della Val di Fiemme si trova a Predazzo in località Stalimen; è stato costruito alla fine degli anni ottanta, quando la Val di Fiemme ottenne per la prima volta l'assegnazione dei Campionati mondiali di sci nordico, e conta due trampolini principali, HS134 e HS106. In vista dei Campionati mondiali del 2013 sono stati numerosi gli interventi per migliorare le strutture esistenti, quali l'ampliamento della palazzina di servizio, il nuovo impianto di refrigerazione per le piste di lancio, il rinnovamento del trampolino HS67 da una decina d'anni non più utilizzato e il miglioramento della torre dei giudici, dell'impianto di innevamento artificiale e dell'impianto elettrico.

## Calendario

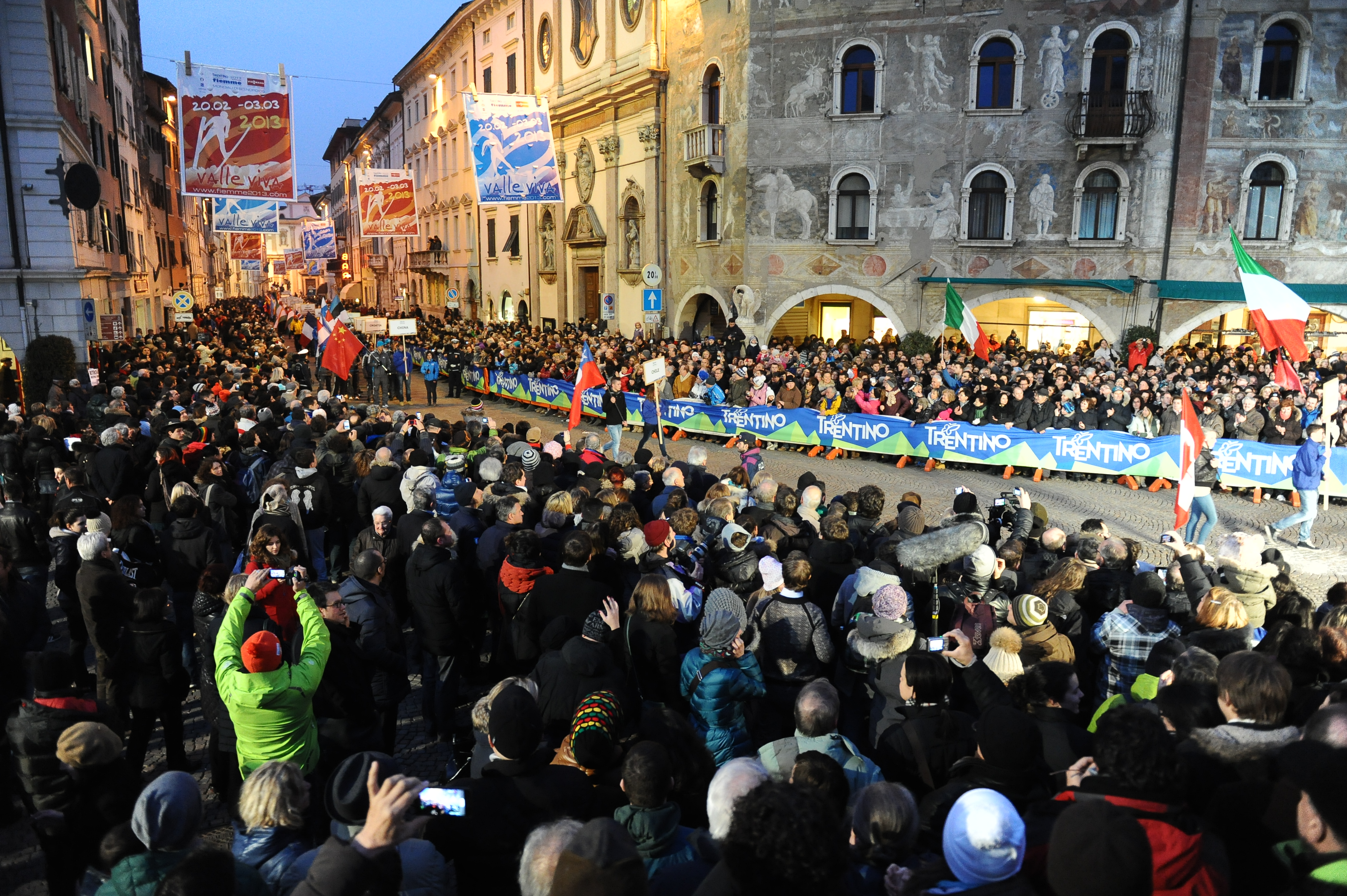
Sfilata durante la cerimonia di apertura a Trento

Il programma ha previsto l'inizio delle gare il 20 febbraio e la loro fine il 3 marzo 2013. La cerimonia inaugurale si è svolta in Piazza Duomo a Trento e quella finale presso lo Stadio del fondo a Lago di Tesero al termine dell'ultima gara.

## Risultati

### Uomini

#### Combinata nordica

##### Trampolino normale
| Posizione | Atleta              | Nazione  | Tempo   |
| --------- | ------------------- | -------- | ------- |
| 1         | Jason Lamy-Chappuis | Francia  | 29:13.2 |
| 2         | Mario Stecher       | Austria  | 29:13.4 |
| 3         | Björn Kircheisen    | Germania | 29:13.5 |
| 4         | Eric Frenzel        | Germania | 29:13.7 |
| 5         | Håvard Klemetsen    | Norvegia | 29:29.4 |
| 6         | Taihei Katō         | Giappone | 29:37.9 |
| 7         | Marjan Jelenko      | Slovenia | 29:45.5 |
| 8         | Christoph Bieler    | Austria  | 29:48.7 |
| 9         | Akito Watabe        | Giappone | 29:49.2 |
| 10        | Magnus Krog         | Norvegia | 30:00.6 |

22 febbraio

Trampolino: Giuseppe Dal Ben HS106

Fondo: 10 km

##### Trampolino lungo
| Posizione | Atleta              | Nazione  | Tempo   |
| --------- | ------------------- | -------- | ------- |
| 1         | Eric Frenzel        | Germania | 27:22.8 |
| 2         | Bernhard Gruber     | Austria  | 27:59.5 |
| 3         | Jason Lamy-Chappuis | Francia  | 28:00.0 |
| 4         | Akito Watabe        | Giappone | 28:01.2 |
| 5         | Hideaki Nagai       | Giappone | 28:05.1 |
| 6         | Wilhelm Denifl      | Austria  | 28:10.5 |
| 7         | Sébastien Lacroix   | Francia  | 28:13.6 |
| 8         | Magnus Moan         | Norvegia | 28:20.5 |
| 9         | Håvard Klemetsen    | Norvegia | 28:21.0 |
| 10        | Johannes Rydzek     | Germania | 28:30.5 |

28 febbraio

Trampolino: Giuseppe Dal Ben HS134

Fondo: 10 km

##### Gara a squadre dal trampolino normale
| Posizione | Nazione     | Atleti                                                               | Tempo totale |
| --------- | ----------- | -------------------------------------------------------------------- | ------------ |
| 1         | Francia     | François Braud Maxime Laheurte Sébastien Lacroix Jason Lamy-Chappuis | 57:34.0      |
| 2         | Norvegia    | Jørgen Graabak Håvard Klemetsen Magnus Krog Magnus Moan              | 57:34.4      |
| 3         | Stati Uniti | Taylor Fletcher Bryan Fletcher Todd Lodwick Bill Demong              | 57:38.2      |
| 4         | Giappone    | Yoshito Watabe Taihei Katō Akito Watabe Yusuke Minato                | 57:39.7      |
| 5         | Austria     | Wilhelm Denifl Bernhard Gruber Lukas Klapfer Mario Stecher           | 57:41.6      |
| 6         | Germania    | Björn Kircheisen Tino Edelmann Eric Frenzel Fabian Rießle            | 58:41.6      |
| 7         | Italia      | Lukas Runggaldier Giuseppe Michielli Armin Bauer Alessandro Pittin   | 58:44.5      |
| 8         | Finlandia   | Ilkka Herola Mikke Leinonen Janne Ryynänen Eetu Vähäsöyrinki         | 1:01:10.8    |
| 9         | Slovenia    | Marjan Jelenko Mitja Oranič Matic Plaznic Gašper Berlot              | 1:02:33.0    |
| 10        | Rep. Ceca   | Miroslav Dvořák Tomáš Slavík Tomáš Portyk Pavel Churavý              | 1:02:40.7    |

24 febbraio

Trampolino: Giuseppe Dal Ben HS106

Fondo: staffetta 4x5 km

##### Sprint a squadre dal trampolino lungo
| Posizione | Nazione     | Atleti                                | Tempo totale |
| --------- | ----------- | ------------------------------------- | ------------ |
| 1         | Francia     | Sébastien Lacroix Jason Lamy-Chappuis | 35:37.9      |
| 2         | Austria     | Wilhelm Denifl Bernhard Gruber        | 35:54.5      |
| 3         | Germania    | Tino Edelmann Eric Frenzel            | 36:21.8      |
| 4         | Giappone    | Taihei Katō Akito Watabe              | 36:22.4      |
| 5         | Norvegia    | Magnus Moan Mikko Kokslien            | 36:41.2      |
| 6         | Stati Uniti | Taylor Fletcher Bill Demong           | 37:02.5      |
| 7         | Italia      | Armin Bauer Alessandro Pittin         | 37:31.4      |
| 8         | Rep. Ceca   | Pavel Churavý Miroslav Dvořák         | 37:33.6      |
| 9         | Slovenia    | Marjan Jelenko Mitja Oranič           | 37:38.0      |
| 10        | Estonia     | Kail Piho Han-Hendrik Piho            | 38:51.9      |

2 marzo

Trampolino: Giuseppe Dal Ben HS134

Fondo: staffetta 2x7.5 km

#### Salto con gli sci

##### Trampolino normale
| Posizione | Atleta                | Nazione  | 1° salto | 2° salto | Punti |
| --------- | --------------------- | -------- | -------- | -------- | ----- |
| 1         | Anders Bardal         | Norvegia | 103,5    | 100,0    | 252,6 |
| 2         | Gregor Schlierenzauer | Austria  | 98,0     | 97,5     | 248,4 |
| 3         | Peter Prevc           | Slovenia | 102,5    | 98,5     | 244,3 |
| 4         | Severin Freund        | Germania | 101,0    | 99,0     | 242,6 |
| 5         | Thomas Morgenstern    | Austria  | 100,0    | 100,5    | 242,0 |
| 6         | Richard Freitag       | Germania | 103,5    | 97,5     | 239,1 |
| 7         | Taku Takeuchi         | Giappone | 102,0    | 98,0     | 238,0 |
| 8         | Kamil Stoch           | Polonia  | 102,0    | 97,0     | 237,4 |
| 9         | Andreas Wank          | Germania | 99,5     | 99,5     | 237,3 |
| 10        | Tom Hilde             | Norvegia | 99,5     | 97,0     | 235,6 |

22 febbraio (qualificazioni)

23 febbraio (finale)

Trampolino: Giuseppe Dal Ben HS106

##### Trampolino lungo
| Posizione | Atleta                | Nazione   | 1° salto | 2° salto | Punti |
| --------- | --------------------- | --------- | -------- | -------- | ----- |
| 1         | Kamil Stoch           | Polonia   | 131,5    | 130,0    | 295,8 |
| 2         | Peter Prevc           | Slovenia  | 130,5    | 130,5    | 289,7 |
| 3         | Anders Jacobsen       | Norvegia  | 129,0    | 131,0    | 289,1 |
| 4         | Wolfgang Loitzl       | Austria   | 128,5    | 132,5    | 284,9 |
| 5         | Jan Matura            | Rep. Ceca | 127,5    | 132,0    | 281,4 |
| 6         | Richard Freitag       | Germania  | 129,0    | 128,5    | 280,4 |
| 7         | Simon Ammann          | Svizzera  | 127,5    | 132,5    | 279,8 |
| 8         | Gregor Schlierenzauer | Austria   | 125,0    | 128,5    | 279,2 |
| 9         | Severin Freund        | Germania  | 126,5    | 129,5    | 277,4 |
| 10        | Daiki Itō             | Giappone  | 127,5    | 127,0    | 276,9 |

27 febbraio (qualificazioni)

28 febbraio (finale)

Trampolino: Giuseppe Dal Ben HS134

##### Gara a squadre dal trampolino lungo
| Posizione | Nazione   | Atleti                                                                  | Punti  |
| --------- | --------- | ----------------------------------------------------------------------- | ------ |
| 1         | Austria   | Wolfgang Loitzl Manuel Fettner Thomas Morgenstern Gregor Schlierenzauer | 1135,9 |
| 2         | Germania  | Andreas Wank Severin Freund Michael Neumayer Richard Freitag            | 1121,8 |
| 3         | Polonia   | Maciej Kot Piotr Żyła Dawid Kubacki Kamil Stoch                         | 1121,0 |
| 4         | Norvegia  | Andreas Stjernen Tom Hilde Anders Bardal Anders Jacobsen                | 1117,3 |
| 5         | Giappone  | Reruhi Shimizu Noriaki Kasai Daiki Itō Taku Takeuchi                    | 1099,1 |
| 6         | Slovenia  | Robert Kranjec Jurij Tepeš Jaka Hvala Peter Prevc                       | 1046,4 |
| 7         | Rep. Ceca | Roman Koudelka Lukáš Hlava Jakub Janda Jan Matura                       | 1022,1 |
| 8         | Italia    | Roberto Dellasega Andrea Morassi Davide Bresadola Sebastian Colloredo   | 965,9  |
| 9         | Russia    | Aleksej Romašov Denis Kornilov Il'ja Rosljakov Dmitrij Vasil'ev         | 498,1  |
| 10        | Svizzera  | Simon Ammann Kilian Peier Marco Grigoli Gregor Deschwanden              | 469,1  |

2 marzo

Trampolino: Giuseppe Dal Ben HS134

#### Sci di fondo

##### 15 km
| Posizione | Atleta              | Nazione  | Tempo   |
| --------- | ------------------- | -------- | ------- |
| 1         | Petter Northug      | Norvegia | 34:37.1 |
| 2         | Johan Olsson        | Svezia   | 34:48.9 |
| 3         | Tord Asle Gjerdalen | Norvegia | 34:59.4 |
| 4         | Ivan Babikov        | Canada   | 35:30.7 |
| 5         | Sjur Røthe          | Norvegia | 35:40.1 |
| 6         | Calle Halfvarsson   | Svezia   | 35:46.6 |
| 7         | Aivar Rehemaa       | Estonia  | 35:49.5 |
| 8         | Dario Cologna       | Svizzera | 35:58.2 |
| 9         | Axel Teichmann      | Germania | 36:02.8 |
| 10        | Daniel Richardsson  | Svezia   | 36:03.9 |

27 febbraio

Tecnica libera

##### 50 km

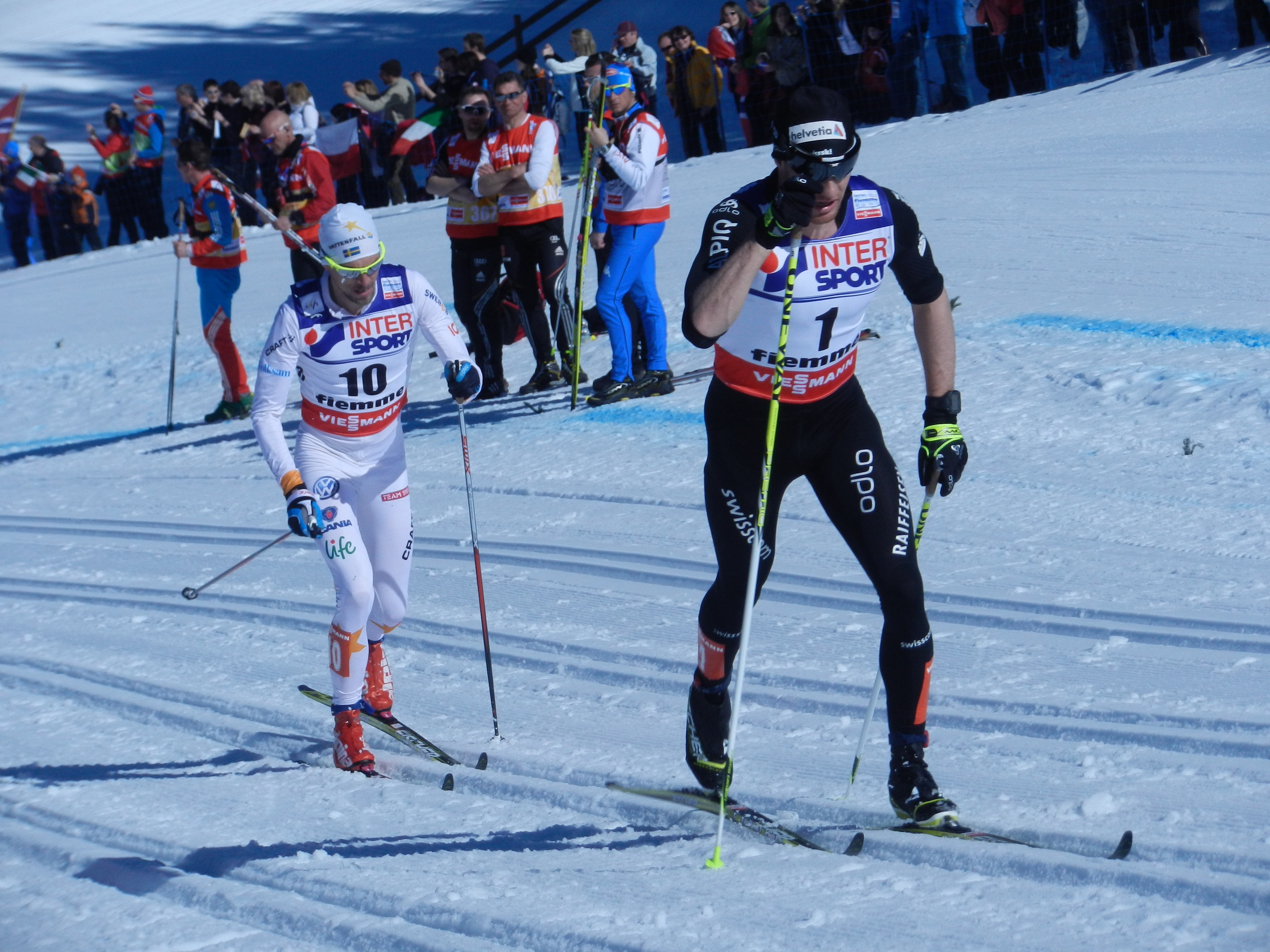
Dario Cologna seguito da Johan Olsson nella 50 km

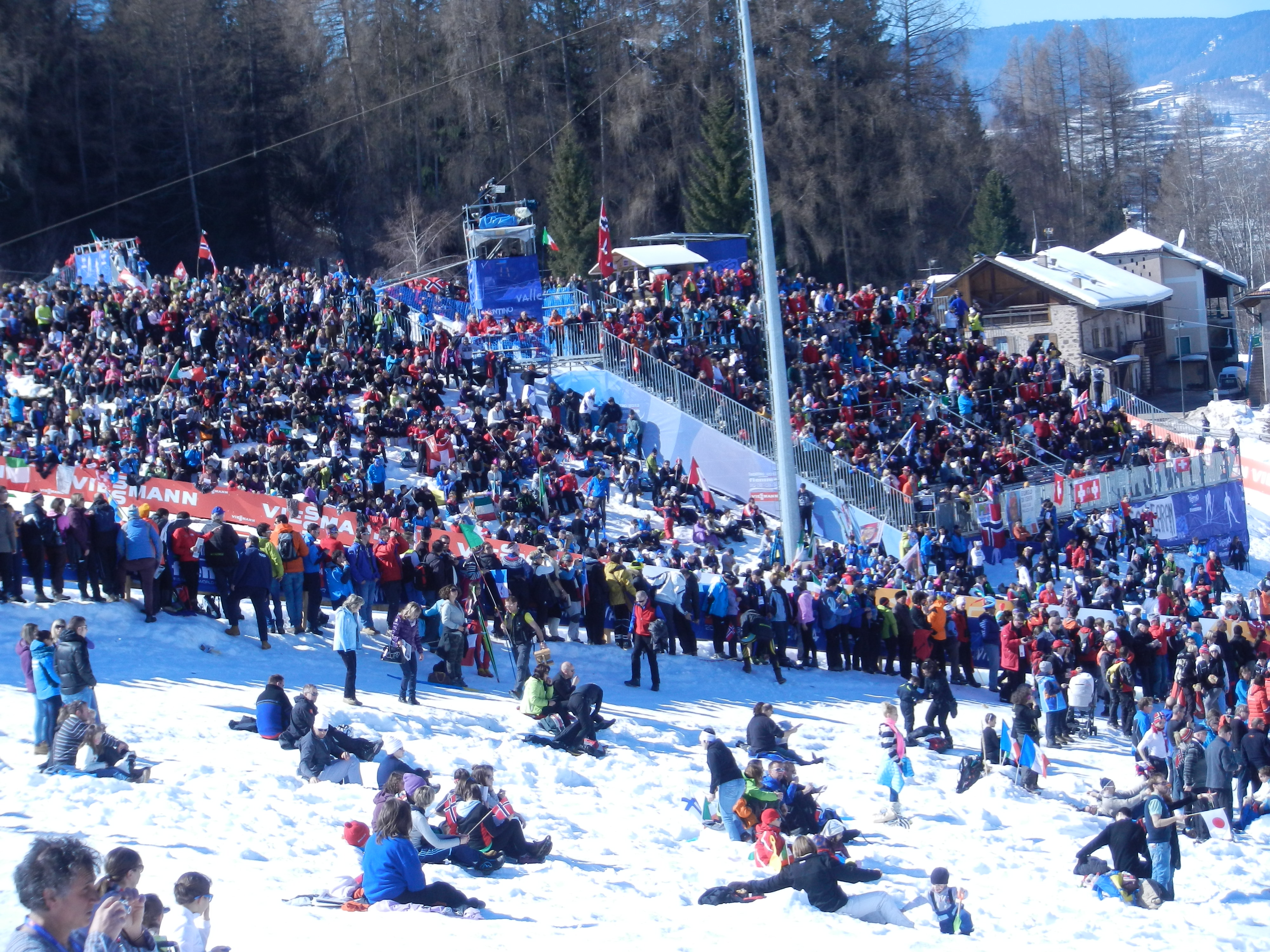
Gli spettatori durante la 50 km

| Posizione | Atleta              | Nazione    | Tempo     |
| --------- | ------------------- | ---------- | --------- |
| 1         | Johan Olsson        | Svezia     | 2:10:41.4 |
| 2         | Dario Cologna       | Svizzera   | 2:10:54.3 |
| 3         | Aleksej Poltoranin  | Kazakistan | 2:10:58.2 |
| 4         | Aleksandr Legkov    | Russia     | 2:11:00.9 |
| 5         | Eldar Rønning       | Norvegia   | 2:11:01.6 |
| 6         | Tord Asle Gjerdalen | Norvegia   | 2:11:13.7 |
| 7         | Hannes Dotzler      | Germania   | 2:11:14.1 |
| 8         | Maksim Vylegžanin   | Russia     | 2:11:16.0 |
| 9         | Jens Filbrich       | Germania   | 2:11:19.9 |
| 10        | Daniel Richardsson  | Svezia     | 2:11:22.7 |

3 marzo

Tecnica classica

Partenza in linea

##### Sprint
| Posizione | Atleta              | Nazione   |
| --------- | ------------------- | --------- |
| 1         | Nikita Krjukov      | Russia    |
| 2         | Petter Northug      | Norvegia  |
| 3         | Alex Harvey         | Canada    |
| 4         | Emil Jönsson        | Svezia    |
| 5         | Pål Golberg         | Norvegia  |
| 6         | Eirik Brandsdal     | Norvegia  |
| 7         | Calle Halfvarsson   | Svezia    |
| 8         | Toni Ketelä         | Finlandia |
| 9         | Ola Vigen Hattestad | Norvegia  |
| 10        | Fabio Pasini        | Italia    |

21 febbraio

Tecnica classica

##### Skiathlon 30 km
| Posizione | Atleta                 | Nazione  | Tempo     |
| --------- | ---------------------- | -------- | --------- |
| 1         | Dario Cologna          | Svizzera | 1:13:09.3 |
| 2         | Martin Johnsrud Sundby | Norvegia | 1:13:11.1 |
| 3         | Sjur Røthe             | Norvegia | 1:13:11.3 |
| 4         | Petter Northug         | Norvegia | 1:13:14.5 |
| 5         | Maksim Vylegžanin      | Russia   | 1:13:15.4 |
| 6         | Aleksandr Legkov       | Russia   | 1:13:19.4 |
| 7         | Calle Halfvarsson      | Svezia   | 1:13:20.9 |
| 8         | Marcus Hellner         | Svezia   | 1:13:21.3 |
| 9         | Tobias Angerer         | Germania | 1:13:21.7 |
| 10        | Jean-Marc Gaillard     | Francia  | 1:13:22.0 |

23 febbraio

15 km a tecnica classica + 15 km a tecnica libera

##### Sprint a squadre
| Posizione | Nazione     | Atleti                               | Tempo    |
| --------- | ----------- | ------------------------------------ | -------- |
| 1         | Russia      | Aleksej Petuchov Nikita Krjukov      | 21:30.98 |
| 2         | Svezia      | Marcus Hellner Emil Jönsson          | 21:31.44 |
| 3         | Kazakistan  | Nikolaj Čebot'ko Aleksej Poltoranin  | 21:31.71 |
| 4         | Canada      | Devon Kershaw Alex Harvey            | 21:31.74 |
| 5         | Italia      | David Hofer Federico Pellegrino      | 21:34.50 |
| 6         | Francia     | Jean-Marc Gaillard Maurice Manificat | 21:36.31 |
| 7         | Austria     | Harald Wurm Bernhard Tritscher       | 21:39.36 |
| 8         | Rep. Ceca   | Dušan Kožíšek Aleš Razým             | 21:39.42 |
| 9         | Germania    | Tim Tscharnke Axel Teichmann         | 21:40.72 |
| 10        | Bielorussia | Sjarhej Dalidovič Michail Semënov    | 21:42.55 |

24 febbraio

6 frazioni a tecnica libera

##### Staffetta 4x10 km
| Posizione | Nazione     | Atleti                                                                  | Tempo     |
| --------- | ----------- | ----------------------------------------------------------------------- | --------- |
| 1         | Norvegia    | Tord Asle Gjerdalen Eldar Rønning Sjur Røthe Petter Northug             | 1:41:37.2 |
| 2         | Svezia      | Daniel Richardsson Johan Olsson Marcus Hellner Calle Halfvarsson        | 1:41:38.4 |
| 3         | Russia      | Evgenij Belov Maksim Vylegžanin Aleksandr Legkov Sergej Ustjugov        | 1:41:39.6 |
| 4         | Italia      | Dietmar Nöckler Giorgio Di Centa Roland Clara David Hofer               | 1:41:39.8 |
| 5         | Finlandia   | Sami Jauhojärvi Ville Nousiainen Kari Lehtonen Matti Heikkinen          | 1:41:48.9 |
| 6         | Svizzera    | Curdin Perl Dario Cologna Toni Livers Remo Fischer                      | 1:41:50.2 |
| 7         | Germania    | Hannes Dotzler Tobias Angerer Tim Tscharnke Axel Teichmann              | 1:42:22.7 |
| 8         | Giappone    | Hiroyuki Miyazawa Keishin Yoshida Nobu Naruse Akira Lenting             | 1:42:31.4 |
| 9         | Francia     | Mathias Wibault Maurice Manificat Robin Duvillard Ivan Périllat Boiteux | 1:42:32.8 |
| 10        | Stati Uniti | Andrew Newell Kris Freeman Noah Hoffman Tad Elliott                     | 1:42:38.6 |

1º marzo

2 frazioni a tecnica classica + 2 frazioni a tecnica libera

### Donne

#### Salto con gli sci

##### Trampolino normale
| Posizione | Atleta                     | Nazione     | 1° salto | 2° salto | Totale |
| --------- | -------------------------- | ----------- | -------- | -------- | ------ |
| 1         | Sarah Hendrickson          | Stati Uniti | 106,0    | 103,0    | 253,7  |
| 2         | Sara Takanashi             | Giappone    | 104,5    | 103,0    | 251,9  |
| 3         | Jacqueline Seifriedsberger | Austria     | 104,0    | 98,5     | 237,2  |
| 4         | Coline Mattel              | Francia     | 102,0    | 95,5     | 229,5  |
| 5         | Carina Vogt                | Germania    | 99,5     | 96,0     | 225,4  |
| 6         | Jessica Jerome             | Stati Uniti | 100,0    | 98,0     | 224,9  |
| 7         | Anette Sagen               | Norvegia    | 97,0     | 94,5     | 213,3  |
| 8         | Evelyn Insam               | Italia      | 96,0     | 92,5     | 210,5  |
| 9         | Chiara Hölzl               | Austria     | 95,5     | 94,5     | 204,3  |
| 10        | Julia Kykkänen             | Finlandia   | 92,5     | 90,0     | 203,2  |

21 febbraio (qualificazioni)

22 febbraio (finale)

Trampolino: Giuseppe Dal Ben HS106

#### Sci di fondo

##### 10 km
| Posizione | Atleta                 | Nazione     | Tempo   |
| --------- | ---------------------- | ----------- | ------- |
| 1         | Therese Johaug         | Norvegia    | 25:23.4 |
| 2         | Marit Bjørgen          | Norvegia    | 25:33.6 |
| 3         | Julija Čekalëva        | Russia      | 25:56.1 |
| 4         | Miriam Gössner         | Germania    | 25:56.6 |
| 5         | Liz Stephen            | Stati Uniti | 26:04.6 |
| 6         | Heidi Weng             | Norvegia    | 26:06.6 |
| 7         | Charlotte Kalla        | Svezia      | 26:09.0 |
| 8         | Riitta-Liisa Roponen   | Finlandia   | 26:12.7 |
| 9         | Kristin Størmer Steira | Norvegia    | 26:25.0 |
| 10        | Coraline Hugue         | Francia     | 26:26.2 |

26 febbraio

Tecnica libera

##### 30 km
| Posizione | Atleta                 | Nazione   | Tempo     |
| --------- | ---------------------- | --------- | --------- |
| 1         | Marit Bjørgen          | Norvegia  | 1:27:19.9 |
| 2         | Justyna Kowalczyk      | Polonia   | 1:27:23.6 |
| 3         | Therese Johaug         | Norvegia  | 1:27:28.6 |
| 4         | Heidi Weng             | Norvegia  | 1:28:58.2 |
| 5         | Nicole Fessel          | Germania  | 1:29:08.9 |
| 6         | Anna Haag              | Svezia    | 1:29:25.6 |
| 7         | Kerttu Niskanen        | Finlandia | 1:29:32.7 |
| 8         | Anne Kyllönen          | Finlandia | 1:29:36.0 |
| 9         | Kristin Størmer Steira | Norvegia  | 1:29:36.4 |
| 10        | Masako Ishida          | Giappone  | 1:29:39.0 |

2 marzo

Tecnica classica

Partenza in linea

##### Sprint
| Posizione | Atleta                 | Nazione    |
| --------- | ---------------------- | ---------- |
| 1         | Marit Bjørgen          | Norvegia   |
| 2         | Ida Ingemarsdotter     | Svezia     |
| 3         | Maiken Caspersen Falla | Norvegia   |
| 4         | Katja Višnar           | Slovenia   |
| 5         | Stina Nilsson          | Svezia     |
| 6         | Justyna Kowalczyk      | Polonia    |
| 7         | Mona-Liisa Malvalehto  | Finlandia  |
| 8         | Alena Procházková      | Slovacchia |
| 9         | Kerttu Niskanen        | Finlandia  |
| 10        | Denise Herrmann        | Germania   |

21 febbraio

Tecnica classica

##### Skiathlon 15 km
| Posizione | Atleta                     | Nazione   | Tempo   |
| --------- | -------------------------- | --------- | ------- |
| 1         | Marit Bjørgen              | Norvegia  | 39:04.4 |
| 2         | Therese Johaug             | Norvegia  | 39:07.8 |
| 3         | Heidi Weng                 | Norvegia  | 39:19.3 |
| 4         | Kristin Størmer Steira     | Norvegia  | 39:20.7 |
| 5         | Justyna Kowalczyk          | Polonia   | 39:31.5 |
| 6         | Charlotte Kalla            | Svezia    | 39:45.6 |
| 7         | Julija Čekalëva            | Russia    | 39:51.3 |
| 8         | Krista Pärmäkoski          | Finlandia | 39:53.2 |
| 9         | Astrid Uhrenholdt Jacobsen | Norvegia  | 40:10.9 |
| 10        | Masako Ishida              | Giappone  | 40:11.9 |

23 febbraio

7,5 km a tecnica classica + 7,5 km a tecnica libera

##### Sprint a squadre
| Posizione | Nazione     | Atlete                                          | Tempo    |
| --------- | ----------- | ----------------------------------------------- | -------- |
| 1         | Stati Uniti | Jessica Diggins Kikkan Randall                  | 20:24.44 |
| 2         | Svezia      | Charlotte Kalla Ida Ingemarsdotter              | 20:32.24 |
| 3         | Finlandia   | Riikka Sarasoja Krista Pärmäkoski               | 20:35.39 |
| 4         | Norvegia    | Ingvild Flugstad Østberg Maiken Caspersen Falla | 20:45.25 |
| 5         | Italia      | Marina Piller Ilaria Debertolis                 | 20:45.90 |
| 6         | Slovenia    | Katja Višnar Vesna Fabjan                       | 20:49.61 |
| 7         | Russia      | Natal'ja Korostelëva Natal'ja Matveeva          | 20:58.48 |
| 8         | Germania    | Hanna Kolb Denise Herrmann                      | 20:58.55 |
| 9         | Polonia     | Sylwia Jaśkowiec Agnieszka Szymańczak           | 21:10.49 |
| 10        | Francia     | Célia Aymonier Coraline Hugue                   | 21:11.01 |

24 febbraio

6 frazioni a tecnica libera

##### Staffetta 4x5 km
| Posizione | Nazione     | Atlete                                                                     | Tempo     |
| --------- | ----------- | -------------------------------------------------------------------------- | --------- |
| 1         | Norvegia    | Heidi Weng Therese Johaug Kristin Størmer Steira Marit Bjørgen             | 1:00:36.5 |
| 2         | Svezia      | Ida Ingemarsdotter Emma Wikén Anna Haag Charlotte Kalla                    | 1:01:02.7 |
| 3         | Russia      | Julija Ivanova Alija Iksanova Marija Guščina Julija Čekalëva               | 1:01:22.3 |
| 4         | Stati Uniti | Sadie Bjornsen Kikkan Randall Liz Stephen Jessica Diggins                  | 1:01:48.9 |
| 5         | Finlandia   | Anne Kyllönen Kerttu Niskanen Riitta-Liisa Roponen Riikka Sarasoja         | 1:02:00.3 |
| 6         | Francia     | Aurore Jéan Célia Aymonier Anouk Faivre-Picon Coraline Hugue               | 1:02:30.2 |
| 7         | Germania    | Nicole Fessel Katrin Zeller Denise Herrmann Miriam Gössner                 | 1:02:44.3 |
| 8         | Italia      | Lucia Scardoni Virginia De Martin Topranin Debora Agreiter Marina Piller   | 1:03:32.6 |
| 9         | Polonia     | Kornelia Kubińska Justyna Kowalczyk Paulina Maciuszek Agnieszka Szymańczak | 1:04:11.5 |
| 10        | Ucraina     | Tetyana Antypenko Valentyna Ševčenko Maryna Ancybor Kateryna Hryhorenko    | 1:04:33.0 |

28 febbraio

2 frazioni a tecnica classica + 2 frazioni a tecnica libera

### Misto

#### Salto con gli sci

##### Gara a squadre dal trampolino normale
| Posizione | Nazione     | Atleti                                                                           | Punti  |
| --------- | ----------- | -------------------------------------------------------------------------------- | ------ |
| 1         | Giappone    | Yūki Itō Daiki Itō Sara Takanashi Taku Takeuchi                                  | 1011,0 |
| 2         | Austria     | Chiara Hölzl Thomas Morgenstern Jacqueline Seifriedsberger Gregor Schlierenzauer | 986,7  |
| 3         | Germania    | Ulrike Gräßler Richard Freitag Carina Vogt Severin Freund                        | 984,9  |
| 4         | Norvegia    | Maren Lundby Tom Hilde Anette Sagen Anders Bardal                                | 969,3  |
| 5         | Francia     | Léa Lemare Ronan Lamy-Chappuis Coline Mattel Vincent Descombes Sevoie            | 941,2  |
| 6         | Stati Uniti | Jessica Jerome Peter Frenette Sarah Hendrickson Anders Johnson                   | 938,4  |
| 7         | Italia      | Elena Runggaldier Andrea Morassi Evelyn Insam Sebastian Colloredo                | 923,1  |
| 8         | Slovenia    | Urša Bogataj Jaka Hvala Špela Rogelj Peter Prevc                                 | 920,0  |
| 9         | Russia      | Anastasija Barannikova Denis Kornilov Irina Avvakumova Dmitrij Vasil'ev          | 427,7  |
| 10        | Rep. Ceca   | Michaela Doleželová Jakub Janda Vladěna Pustková Jan Matura                      | 417,1  |

24 febbraio

Trampolino: Giuseppe Dal Ben HS106

## Medagliere per nazioni
| Posizione | Nazione     | Oro | Argento | Bronzo | Totale |
| --------- | ----------- | --- | ------- | ------ | ------ |
| 1         | Norvegia    | 8   | 5       | 6      | 19     |
| 2         | Francia     | 3   | 0       | 1      | 4      |
| 3         | Russia      | 2   | 0       | 3      | 5      |
| 4         | Stati Uniti | 2   | 0       | 1      | 3      |
| 5         | Svezia      | 1   | 6       | 0      | 7      |
| 6         | Austria     | 1   | 5       | 1      | 7      |
| 7         | Germania    | 1   | 1       | 3      | 5      |
| 8         | Polonia     | 1   | 1       | 1      | 3      |
| 9         | Giappone    | 1   | 1       | 0      | 2      |
|           | Svizzera    | 1   | 1       | 0      | 2      |
| 11        | Slovenia    | 0   | 1       | 1      | 2      |
| 12        | Kazakistan  | 0   | 0       | 2      | 2      |
| 13        | Canada      | 0   | 0       | 1      | 1      |
|           | Finlandia   | 0   | 0       | 1      | 1      |